# Абдуллах ібн Тунаян
Абдуллах ібн Тунаян (араб. عبد الله بن ثنيان بن إبراهيم آل سعود; д/н — 1843) — 5-й емір Неджду в 1841—1843 роках. Відомий також як Абдуллах II.

## Життєпис
Походив з династії Саудитів. Був праонуком Тунаяна ібн Сауда, брата Мухаммада, засновника Дірійського емірату. Син Тунаяна ібн Ібрагіма. Про молоді роки обмаль відомостей.
1818 року після вторгнення єгиптян до Дірійського емірату разом з родиною втік до арабського племені мунтафік в еялеті Басра. 1841 року повернувся до Неджду, де отримав підтримку Туркі аль-Хаззані, нащадків ваххабітського лідера Мухаммеда ібн Абд аль-Ваххаба та деяких племен. Відчуваючи нестійкість свого становища, емір Халід ібн Сауд, що залишився без військової підтримки єгиптян після поразки останніх у війні з Осмнаською імперією, відступив з Ер-Ріяду . Абдаллах наприкінці року захопив столицю. Невдовзі Неджд було повністю звільнений від єгипетських військ.
Невдовзі стикнувся з невизнанням своєї влади емірами з Ель-Касиму, Джебель-Шаммару. В Східній провінції чинив спротив Халід ібн Сауд. Невдовзі вдалося підпорядкувати частину Ель-Хаси, а напочатку 1842 року змусив Халіда тікати до Бахрейну. Проте спроба захопити знову Договірний Оман наштовхнулася на спротив місцевих шейхів, яких підтримували британці.
Разом з тим емір намагався отрмиання визнання з боку османського дивана, тому в ідправив поджарунки Осман-паши, валі Хіджазу. Також встановив дипломатичні контакти з Мухаммадом ібн Абдул Муїном, шаріфом Мекки.
У внутрішній політиці стикнувся з браком грошей, що було наслідком тривалих війн та грабувань єгиптян. Тому для формування військ підвищив податків, чим викликав широке невдоволення.
1843 року колишній емір Фейсал ібн Туркі втік з єгипетського полону, з'явившись в Аравії. Доволі швидко шейхи стали переходити на бік останнього. Фейсал запропонував Абдаллаху добровільно зректися в обмін на спокійне життя в Неджді, збереження майна та грошове утримання, але той, навіть розуміючи безнадійність свого становища, відмовився і зачинився в цитаделі Ер-Ріяду. Мешканці столиці перейшли на бік Фейсала. Влітку 1843 року Ер-Ріяд упав. Абдаллах був схоплений і невдовзі помер у в'язниці.